# Marcus Julius Cottius
Marcus Julius Cottius est un roi ligure, vivant au temps de l'empereur romain Auguste (63 av. J.-C. - 14 apr. J.-C.), régnant sur les Alpes cottiennes.

## Biographie

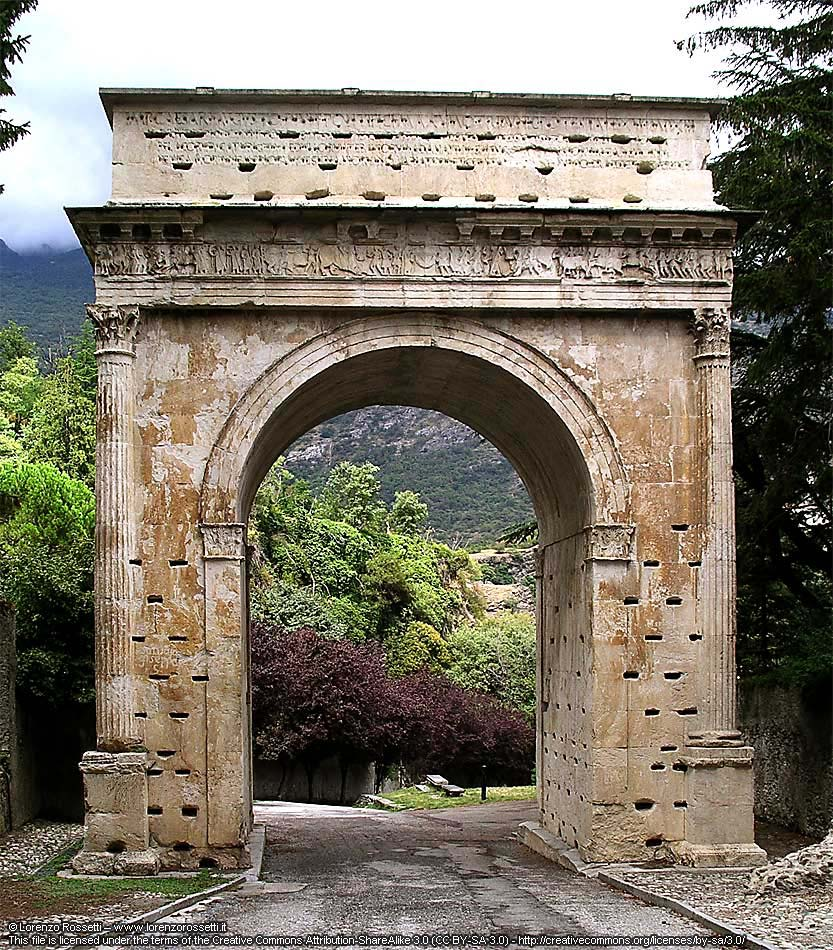
L'arc d'Auguste, à Suse (Italie).

Les Alpes Cottiae (Alpes Cottiennes) dans l'Empire romain vers 120 (plusieurs décennies après la mort de Cottius).

Cottius est un roi qui avait reçu de son père Donnus un petit État indépendant qui correspond à peu près à la vallée de Suse, une partie de la Maurienne et le Briançonnais.
Allié de Rome, il est nommé præfectus civitatis par Auguste en remerciement de son attitude favorable, continuant de régner dans sa capitale, Segusio (Suse).
Ce rex ligure a fait tracer la route dite « de Cottius » et édifier à Suse en l'an 8 av. J.-C. un arc de triomphe dédié à son protecteur Auguste (Arc d'Auguste), dont la dédicace est un témoignage précieux, car elle donne le nom de son père Donnus, et énumère les quatorze peuples ou tribus composant son royaume.

## Étymologie

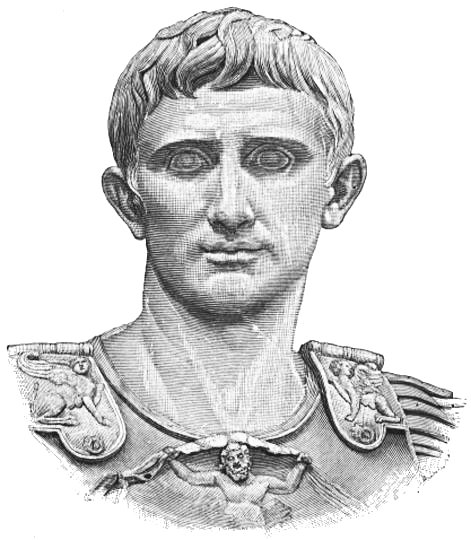
Portrait de l'Empereur romain Auguste.

Il donna son nom à la province des Alpes cottiennes.
Son nom Cottius se rapproche du gaulois *cottos « vieux, ancien ».

## Descendance
Son petit-fils, également nommé Marcus Julius Cottius (Cottius II), obtient par la suite le titre de rex de la part de l'empereur Claude. Après sa mort (63 ap. J.-C.), ses États furent réunis à l'Empire, formant plus tard la plus grande partie de la province des Alpes cottiennes.